# Aston Martin AMR22
Aston Martin AMR22 byl závodní vůz Formule 1 navržený a vyvinutý týmem Aston Martin F1 pro účast v sezóně 2022.

## Jezdci
Pro rok 2022 zůstali u týmu jako jezdci Sebastian Vettel a Lance Stroll. Nico Hülkenberg byl oznámen jako rezervní jezdec.
Obvykle Vettel pojmenovával své vozy Formule 1, ale u AMR22 tomu tak nebylo.

## Design a vývoj
Vůz AMR22 byl prvním vozem, na který dohlížel nový šéf týmu Mike Krack, který pracoval dříve u BMW Motorsport a na pozici šéfa týmu nahradil Otmara Szafnauera, který přešel do Alpine. Dan Fallows opustil v dubnu 2022 Red Bull Racing a stal se technickým ředitelem Aston Martinu. Vůz AMR22 byl poprvé odhalen 4. února před oficiálním představením, které se uskutečnilo 10. února v sídle společnosti Aston Martin v Gaydonu ve Spojeném království. Následující den absolvovali jezdci Sebastian Vettel a Lance Stroll jízdu na okruhu Silverstone.
Při odhalení bylo zjištěno, že vůz AMR22 má širokou karoserii, která využívá celou šířku dostupné podlahy. Bočnice měly hluboký řez a AMR22 se vyznačoval designem dvojité podlahy. Motor byl namontován směrem dozadu, jak bylo patrné z přetlakového blistru, který naznačoval, že vůz AMR22 má malou převodovku. Vůz AMR22 měl chladicí otvory podél celé horní bočnice, jehož přední otvory byly ve srovnání s předchozími vozy malé krabice. Vůz AMR22 byl součástí oficiálního předsezónního testování v Bahrajnu, kde odjel 339 kol s nejrychlejším časem 1:33.821 (Vettel). Při druhém testování v Barceloně Vettel i Stroll opět testovali a stihli zajet dohromady 296 kol.
Při Grand Prix Španělska byl vůz AMR22 výrazně vylepšen a změněn. Design byl podobný jako u Red Bullu, toto vyšetřovala FIA a potvrdila, že modernizace byly legitimní. V pozdějším rozhovoru Andrew Green potvrdil, že tým pracoval na dvou různých návrzích pro vůz AMR22 po dobu šesti měsíců. V červnu jezdec Lance Stroll potvrdil, že pro vůz AMR22 je plánován další vývoj.

## Závodní výkon
Před úvodním závodem sezóny v Bahrajnu Sebastiana Vettela nahradil Nico Hülkenberg, protože Vettel byl pozitivně testován na Covid-19. V úvodním závodě ani jeden vůz neskončil na bodovaných pozicích. Ve druhém závodě v Saúdské Arábii oba vozy závod dokončily, ale ani jeden nezískal body. Vettel se vrátil při Grand Prix Austrálie, ale ze závodu odstoupil.
Vůz AMR22 získal své první body při Grand Prix Emilia Romagna s umístěním na 8. a 10. místě. Stroll získal jeden bod za 10. místo v Miami a při jeho domácím závodě v Kanadě. Vettel si zajistil body v Monaku, Ázerbájdžánu a Velké Británii. Na oslavu 100 let Aston Martinu v motoristických závodech byl vůz AMR22 opatřen historickým znakem značky na přední části pro Grand Prix Francie. V závodě získal Stroll první bod týmu od Silverstone po těsné bitvě v posledním kole s týmovým kolegou Vettelem. Tým si zajistil své druhé dvojité bodové umístění při Grand Prix Singapuru, se Strollem na 6. místě a Vettelem na 8. místě. Šestá místa Vettela a Strolla v Baku, Singapuru a Japonsku jsou nejlepšími výsledky vozu AMR22. Tým skončil na 7. místě v poháru konstruktérů.
Na konci července Vettel oznámil, že na konci sezóny odejde z Formule 1. To znamená, že vůz AMR22 byl posledním vozem, který čtyřnásobný mistr světa řídil.

## Sponzoři
Vůz AMR22 měl opět sponzorství a branding od společnosti Cognizant. Aramco a Crypto.com se připojily k týmu jako starší partneři s brandingem napříč celým vozem a Aramco se připojilo k oficiálnímu názvu týmu.

## Kompletní výsledky ve Formuli 1
| Legenda k tabulce | Legenda k tabulce                                                                       |
| Barva             | Výsledek                                                                                |
| ----------------- | --------------------------------------------------------------------------------------- |
| Zlatá             | Vítěz                                                                                   |
| Stříbrná          | 2. místo                                                                                |
| Bronzová          | 3. místo                                                                                |
| Zelená            | Bodované umístění                                                                       |
| Modrá             | Nebodované umístění                                                                     |
| Modrá             | Dokončil neklasifikován (NC)                                                            |
| Fialová           | Odstoupil (Ret)                                                                         |
| Červená           | Nekvalifikoval se (DNQ)                                                                 |
| Červená           | Nepředkvalifikoval se (DNPQ)                                                            |
| Černá             | Diskvalifikován (DSQ)                                                                   |
| Bílá              | Nestartoval (DNS)                                                                       |
| Bílá              | Závod zrušen (C)                                                                        |
| Světle modrá      | Pouze trénoval (PO)                                                                     |
| Světle modrá      | Páteční testovací jezdec (TD)                                                           |
| Bez barvy         | Netrénoval (DNP)                                                                        |
| Bez barvy         | Vyřazen (EX)                                                                            |
| Bez barvy         | Nepřijel (DNA)                                                                          |
| Bez barvy         | Odvolal účast (WD)                                                                      |
| Bez barvy         | Nezúčastnil se (prázdné)                                                                |
| Označení          | Význam                                                                                  |
| Tučnost           | Pole position                                                                           |
| Kurzíva           | Nejrychlejší kolo                                                                       |
| †                 | Jezdec nedojel do cíle, ale byl klasifikován, protože odjel více než 90 % délky závodu. |
| ‡                 | Byl udělován poloviční počet bodů, protože bylo odjeto méně než 75 % délky závodu.      |
| Horní index       | Umístění bodujících jezdců ve sprintu                                                   |

| Rok    | Tým                                   | Motor               | Pneumatiky | Jezdci           | 1   | 2   | 3   | 4   | 5   | 6   | 7   | 8   | 9   | 10  | 11  | 12  | 13  | 14  | 15  | 16  | 17  | 18  | 19  | 20  | 21  | 22  | Body | Umístění |
| ------ | ------------------------------------- | ------------------- | ---------- | ---------------- | --- | --- | --- | --- | --- | --- | --- | --- | --- | --- | --- | --- | --- | --- | --- | --- | --- | --- | --- | --- | --- | --- | ---- | -------- |
| 2022   | Aston Martin Aramco Cognizant F1 Team | Mercedes-AMG F1 M13 | P          |                  | BHR | SAU | AUS | EMI | MIA | ESP | MON | AZE | CAN | GBR | AUT | FRA | HUN | BEL | NED | ITA | SIN | JPN | USA | MXC | SAP | ABU | 55   | 7. místo |
| 2022   | Aston Martin Aramco Cognizant F1 Team | Mercedes-AMG F1 M13 | P          | Lance Stroll     | 12  | 13  | 12  | 10  | 10  | 15  | 14  | 16† | 10  | 11  | 13  | 10  | 11  | 11  | 10  | Ret | 6   | 12  | Ret | 15  | 10  | 8   | 55   | 7. místo |
| 2022   | Aston Martin Aramco Cognizant F1 Team | Mercedes-AMG F1 M13 | P          | Sebastian Vettel |     |     | Ret | 8   | 17† | 11  | 10  | 6   | 12  | 9   | 15  | 11  | 10  | 8   | 14  | Ret | 8   | 6   | 8   | 14  | 11  | 10  | 55   | 7. místo |
| 2022   | Aston Martin Aramco Cognizant F1 Team | Mercedes-AMG F1 M13 | P          | Nico Hülkenberg  | 17  | 12  |     |     |     |     |     |     |     |     |     |     |     |     |     |     |     |     |     |     |     |     | 55   | 7. místo |
| Zdroj: |                                       |                     |            |                  |     |     |     |     |     |     |     |     |     |     |     |     |     |     |     |     |     |     |     |     |     |     |      |          |